# Fishers separationsteorem
Fishers separationsteorem är ett grundläggande och viktigt teorem inom ekonomi som säger att en firmas mål ska vara att maximera nuvärdet, oavsett hur aktieägarnas preferenser ser ut. Teoremet blev framlagt av ekonomen Irving Fisher varav teoremet fått sitt namn.
Fishers separationsteorem kan formuleras som följer:
Med en välfungerande kapitalmarknad så kan beslut om kapitalanvändning i företag fattas utan att ta hänsyn till enskilda aktieägares konsumtionspreferenser. För att maximera aktieägarnas nytta ska alla investeringar med ett positivt nuvärde genomföras. Aktieägarna kan sedan använda kapitalmarknaden för att fördela konsumtionen över tiden på det sätt som är optimalt för varje individ.
Teoremet visar på vikten av en välfungerande kapitalmarknad. Genom dess existens förenklas de ekonomiska besluten i företagen. Företagsledningarna behöver inte undersöka vilka preferenser (nyttofunktioner) deras aktieägare har. Istället kan ledningarna arbeta helt utifrån nuvärdesmaximering och aktieägaren reglerar riskpreferenser och konsumtionsval genom aktivitet på kapitalmarknaden.